# Yi Jianlian
Pour les articles homonymes, voir Yi.
Dans ce nom, le nom de famille, Yi, précède le nom personnel.
Yi Jianlian est un joueur chinois de basket-ball né le 27 octobre 1987. Il mesure 2,13 m et joue aux postes d'ailier fort et pivot.

## Carrière

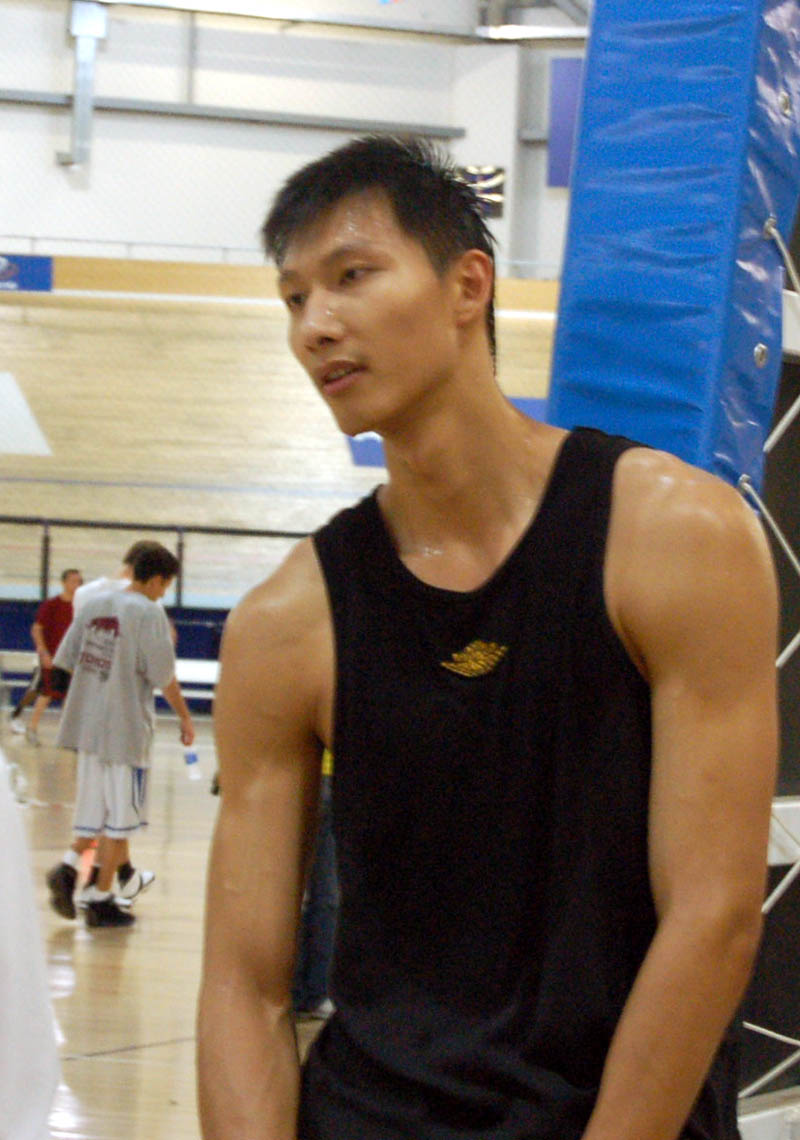
Yi Jianlian

Il fait ses débuts en CBA en 2002-2003, et remporte le trophée de débutant de l'année. L'année suivante (2003-2004), il gagne le championnat national avec son équipe des Guangdong Southern Tigers. Il gagne également le championnat en 2004-2005 et 2005-2006 mais son équipe perd en finale en 2006-2007.
Yi Jianlian se présente à la Draft 2007 de la NBA en juin 2007 et est sélectionné par les Bucks de Milwaukee à la 6e place, mais le joueur ainsi que son entourage montre peu d'intérêt pour cette ville qui ne possède pas de forte population d'origine asiatique. Mais finalement, après une longue période d'attente, le joueur signe un contrat.
Très bien accueilli par la ville de Milwaukee malgré ses hésitations après la draft, il débute en tant que titulaire dès le premier match et confirme rapidement les attentes de ses fans en contribuant grandement aux premières victoires de son équipe à domicile.
Durant l'été 2008, Yi Jianlian et son coéquipier Bobby Simmons sont échangés contre Richard Jefferson des New Jersey Nets.
En juin 2010, Yi Jianlian est transféré aux Wizards de Washington contre Quinton Ross.
À l'été 2011, il participe au championnat d'Asie de basket-ball avec l'équipe de Chine de basket-ball. L'équipe remporte le championnat face à la Jordanie et Yi est nommé meilleur joueur du championnat. Il fait partie du meilleur 5 de la compétition avec les Iraniens Hamed Haddadi et Samad Nikkhah Bahrami, le Jordanien Osama Daghles et le Japonais Takuya Kawamura.
Le 1er janvier 2012, il donne son accord pour un contrat d'un an avec les Mavericks de Dallas, le champion en titre. Blessé à un genou, Yi passe d'abord par la D-League avec l'équipe des Legends du Texas, pour parfaire sa condition physique, avant de rejoindre les Mavericks.
Le 27 juillet 2012, lors des jeux olympiques se déroulant à Londres, il accepte d'être porte-drapeau de sa délégation. Il concourt dans l'épreuve de basket-ball au sein de la sélection chinoise.
En 2019, il a conduit l'équipe du Guangdong à remporter le championnat CBA.
Yi prend sa retraite sportive à la fin de la saison 2022-2023